# Dirk S. Donker
Dirk S. Donker (Sneek, 3 januari 1941) is een Nederlands organist en beiaardier.

## Levensloop
Donker studeerde orgel bij IJbe S. Rusticus, aan het voormalige Leeuwarder Conservatorium bij Piet Post en bij Dom-organist Stoffel van Viegen te Utrecht. Voorts studeerde hij beiaard bij Leen 't Hart en Peter Bakker aan de Nederlandse Beiaardschool te Amersfoort, waar hij het einddiploma cum laude behaalde. Als eerste in de wereldgeschiedenis van de beiaard behaalde hij in 1971 de Prix d’ Excellence.
In 1969, 1970 en 1971 won hij het prestigieuze Internationaal Beiaardconcours te Hilversum. Bovendien won hij in 1969 tijdens dit concours de Holland Festival prijs voor de beste improvisatie.
In november 1962 begon Dirk S. Donker wekelijks de beiaard van de Grote- of Martinikerk in Sneek te bespelen. Kort daarop, in 1963, werd hij tot Stadsbeiaardier van Sneek en beiaardier van Joure benoemd.
Later werd hij eveneens Stadsbeiaardier van Dokkum, Groningen, Leeuwarden en beiaardier van de Poldertoren in Emmeloord. Thans – in 2019 – is Dirk S. Donker nog Stadsbeiaardier van Sneek en beiaardier van Joure.
Sinds 1963 tot 2019 was Dirk S. Donker organisator van zowel de orgel- als beiaardconcerten van de Grote- of Martinikerk te Sneek. Als concertorganist en beiaardier concerteerde hij niet alleen in Nederland, maar ook in een aantal Europese landen, in Australië, Nieuw-Zeeland en in Canada en Amerika. Als cantor/kerkorganist van de Martinikerk (PKN) wordt hij op 1-1-2020 opgevolgd door Bob van der Linde 
Dirk S. Donker is oprichter van de stichting ‘Martini Koorschool Sneek’ waaruit het Martini Jongenskoor Sneek, waarvan hij de vaste orgelbegeleider was tijdens de directie van Bouwe Dijkstra, voortkomt.
Van zowel zijn orgel- als beiaardspel zijn diverse radio-, tv- en cd opnamen gemaakt. Op cd nam Dirk S. Donker onder andere de complete orgelwerken van César Franck en alle beiaardwerken van Romke de Waard op.
Vanwege zijn verdiensten voor de Franse orgelcultuur werd hem in 1993 de zilveren medaille Arts-Sciences-Lettres te Parijs toegekend. In 1997 werd hij voor zijn werk op het gebied van de muziekcultuur bovendien koninklijk onderscheiden in de Orde van Oranje Nassau.